# Остерхаммель, Юрген
Юрген Остерхаммель (Jürgen Osterhammel; род. 1 июня 1952 г., Випперфюрт, Германия) — немецкий историк. Доктор (1980, хабилит. 1990), эмерит-профессор Констанцского университета, член Леопольдины (2012), членкор Австрийской АН (2010) и Британской академии (2014). Лауреат премии Бальцана (2018) и других отличий.

## Биография
В 1980 году получил докторскую степень по истории с отличием в университете Касселя, а в 1990 году хабилитировался во Фрайбургском университете. В сентябре 1981 года с отличием сдал Второй Staatsexamen. С 1982 по 1986 год был научным сотрудником Немецкого института истории в Лондоне German Historical Institute London. C 1986 по 1990 год старший лектор политологии Фрайбургского университета. С 1990 по 1997 год профессор неевропейской истории Хагенского заочного университета. С 1997 по 1999 год профессор истории международных отношений Женевского института международных отношений. С 1999 года профессор истории XIX и XX веков Констанцского университета, с апреля 2018 года в отставке. Известен исследованиями колониализма.
Член Европейской академии (2004), Берлинско-Бранденбургской академии наук (2001), Туринской АН (2015). Начинал в особенности как синолог.
Высоко оценивал его Энтони Пагден.

## Награды и отличия
- Gleim-Literaturpreis[нем.] (1999)
- Anna-Krüger-Preis (2001)
- NDR Kultur Sachbuchpreis[нем.] (2009)
- Премия имени Лейбница, Немецкое научно-исследовательское общество (2010)
- Fritz Stern Lecturer, American Academy in Berlins[нем.] (2010)[13]
- Gerda Henkel Preis[нем.] (2012)
- Премия Зигмунда Фрейда за научную прозу, Немецкая академия языка и поэзии в Дармштадте (2014)
- Toynbee-Preis[нем.] соответствующего фонда (2017)[14]
- Abt Jerusalem-Preis[нем.] (2017)
- Pour le Mérite за науку и искусство (2017)
- Почётный доктор флорентийского Европейского университетского института[англ.] (2018)
- Премия Бальцана (2018)
- Большой крест со звездой ордена «За заслуги перед Федеративной Республикой Германия» (2019)[15]
- Орден Максимилиана «За достижения в науке и искусстве» (2023)[16]

## Сочинения
Автор 11 книг.
- The Transformation of the World: A Global History of the Nineteenth Century — Princeton, NJ: Princeton University Press, 2014. {Рец. Фредерика Купера}
  - Преображение мира. История XIX столетия. Т. 1. / Пер. с нем. А. Ананьевой, К. Левинсона, Д. Сдвижкова. — М. : Новое литературное обозрение, 2024. — 652 с. ISBN 978-5-4448-2273-9
  - Преображение мира. История XIX столетия. Т. 2. / Пер. с нем. А. Ананьевой, К. Левинсона, Д. Сдвижкова. — М. : Новое литературное обозрение, 2024. — 572 с. ISBN 978-5-4448-2274-6
  - Преображение мира. История XIX столетия. Т. 3. / Пер. с нем. А. Ананьевой, К. Левинсона, Д. Сдвижкова. — М. : Новое литературное обозрение, 2024. — 679 с. ISBN 978-5-4448-2275-3
  - Трансформация мира: история XIX века (главы из книги) Архивная копия от 27 октября 2018 на Wayback Machine. / Пер. с нем. А. Каплуновского. // Ab Imperio. 2011. № 3.
- «Decolonization: A Short History» (совместно с Jan C. Jansen).